# Campananeyen
Campananeyen („vzdušný (podle pneumatických kostí) z lokality Las Campanas“) byl rod sauropodního dinosaura z čeledi Rebbachisauridae, který žil v období počínající pozdní křídy (raný geologický stupeň cenoman, asi před 100 až 95 miliony let) na území dnešní Argentiny (lokalita Villa el Chocón, provincie Neuquén).

## Objev
Fosilie tohoto sauropoda (typový exemplář s označením MMch-PV 71) mají podobu nekompletní kostry, sestávající z fragmentů lebky, několika obratlů, pánevních kostí a prstních článků (resp. drápů). Fragmenty lebky byly popsány již v roce 2016, nebylo však stanoveno žádné vědecké jméno. Druh Campananeyen fragilissimus byl formálně popsán v srpnu roku 2024, jen pár měsíců po popisu blízce příbuzného druhu Sidersaura marae.
Fosilie sauropoda byly objeveny v sedimentech geologického souvrství Candeleros, z něhož známe množství dalších dinosaurů, jako je tyreofor Jakapil, sauropodi Andesaurus a Limaysaurus nebo teropodi Ekrixinatosaurus a Giganotosaurus.

## Zařazení a popis
Campananyen je rebachisaurid, jehož sesterským taxonem byl rod Sidersaura. Relativně blízce příbuzným rodem byl pak také Zapalasaurus, dále Itapeuasaurus a vzdáleněji například i rod Amazonsaurus.